# Tekken X Street Fighter
Tekken X Street Fighter (鉄拳 Ｘ ストリートファイター Tekken Kurosu Sutorīto Faitā?) es un crossover de dos videojuego de lucha que está siendo desarrollado por Bandai Namco Entertainment por el momento el proyecto se encuentra en pausa. En él se mezclan los universos de Tekken (Namco) y Street Fighter (Capcom) en un solo juego que contendrá un elenco de ambas franquicias. El juego se anunció en 2010 en la San Diego Comic-Con International por Katsuhiro Harada. El sistema de juego de Tekken X Street Fighter seguirá la temática de los videojuegos 3D de la franquicia Tekken, a diferencia de Street Fighter X Tekken, que sigue el sistema de juegos de la franquicia 2D, similar a Street Fighter IV.

## Personajes
| Tekken     | Street Fighter |
| ---------- | -------------- |
| Jin Kazama | Ryu            |
| Devil Jin  | Evil Ryu       |

## Desarrollo
Tekken X Street Fighter fue anunciado en la San Diego Comic-Con de 2010 el 24 de julio de 2010 junto a Street Fighter X Tekken. Este juego contaría con el sistema de juego de Tekken en contraposición al sistema de juego de Street Fighter X Tekken que sigue el sistema de juego de los Street Fighter. El juego estaba pensado para PlayStation 3 y Xbox 360, pero debido a que aún no se ha lanzado el juego, y estando actualmente en el mercado las consolas de octava generación, es muy probable que salga para PlayStation 4, Xbox One y/o PC. Ryu y Jin Kazama aparecen en el póster promocional (con sus respectivas sombras "Evil Ryu" y "Devil Jin"). It was still in its early stages of development and no images or videos were released at the 2010 Comic-Con. Katsuhiro Harada reveló contenido en la gamescom de 2010, como un prototipo del modelo de Ryu con aspecto de Tekken. Dijo que el modelo estaba sin terminar y aún le faltaban muchos retoques.
Esto no es el primer crossover entre Namco y Capcom. En 2005 se publicó un juego llamado Namco × Capcom. Sin embargo, este juego contiene, además de personajes del universo Street Fighter y Tekken, este juego contiene otros personajes de las casas Capcom y Namco (como Darkstalkers y Soul). Namco × Capcom fue un juego de rol, por lo que Tekken X Street Fighter y Street Fighter X Tekken son los primeros juegos de pelea desarrollados entre Namco y Capcom.
El 4 de marzo de 2012, Namco realizó una encuesta en la página de Facebook de Tekken, en la que los seguidores podían votar el elenco de Tekken X Street Fighter. Se eligieron 55 personajes de Tekken y 66 de Street Fighter, de los cuales los jugadores podían seleccionar hasta 5 por cabeza. El 8 de marzo de 2012, el productor de Tekken, Katsuhiro Harada, dijo que la encuesta no iba a decidir el elenco definitivo, pero influiría bastante. En abril de 2012, Harada dijo que el juego estaba al 10% de completo. En la San Diego Comic-Con 2014, Harada confirmó que el juego seguía en desarrollo; la falta de información acerca de él se debe a que Bandai Namco está esperando a una buena ocasión para anunciarlo.
En julio de 2015 Harada da un anunció que revela que el juego ya está muy avanzado y listo para su primera presentación.
Actualización: